# Ōshū (Iwate)
Ōshū (奥州市, Ōshū-shi) est une ville située dans la préfecture d'Iwate, au Japon.

## Géographie

### Situation
Ōshū est située dans le sud-ouest de la préfecture d'Iwate, au Japon.

### Démographie
Au 31 janvier 2022, la population d'Ōshū était de 113 081 habitants répartis sur une superficie de 993,30 km2.

### Hydrographie
La ville est traversée par le fleuve Kitakami.

## Histoire
La ville d'Ōshū a été créée en 2006 de la fusion des anciennes villes d'Esashi et Mizusawa avec les bourgs d'Isawa et Maesawa et le village de Koromogawa.

## Culture locale et patrimoine
- Ruines du château d'Iwayadō.
- Les fūrin de la gare de Mizusawa font partie des 100 sons naturels du Japon[2].

## Transports
La ville d'Ōshū est desservie par la ligne Shinkansen Tōhoku à la gare de Mizusawa-Esashi. Elle est également desservie par la ligne principale Tōhoku de la JR East.

## Jumelage
Ōshū est jumelée avec :
- Reutte (Autriche),
- Breitenwang (Autriche),
- Ville du Grand Shepparton (Australie).